# Pailly (Yonne)
Pailly ist eine französische Gemeinde mit 291 Einwohnern (Stand: 1. Januar 2022) im Département Yonne in der Region Bourgogne-Franche-Comté; sie gehört zum Arrondissement Sens und zum Kanton Thorigny-sur-Oreuse (bis 2015: Kanton Sergines). Die Einwohner werden Thorignats oder Thorigniens genannt.

## Geographie
Pailly liegt etwa 17 Kilometer nordnordöstlich von Sens. Umgeben wird Pailly von den Nachbargemeinden Villenauxe-la-Petite im Norden, Perceneige im Osten, Thorigny-sur-Oreuse im Süden und Südosten, Plessis-Saint-Jean im Westen sowie Compigny im Nordwesten.

## Bevölkerungsentwicklung
| Jahr                       | 1962 | 1968 | 1975 | 1982 | 1990 | 1999 | 2006 | 2013 |
| Einwohner                  | 322  | 248  | 232  | 259  | 235  | 260  | 223  | 254  |
| Quellen: Cassini und INSEE |      |      |      |      |      |      |      |      |

## Sehenswürdigkeiten
- Kirche Sainte-Apolline
- Kapelle Saint-Mathurin im Ortsteil Servins

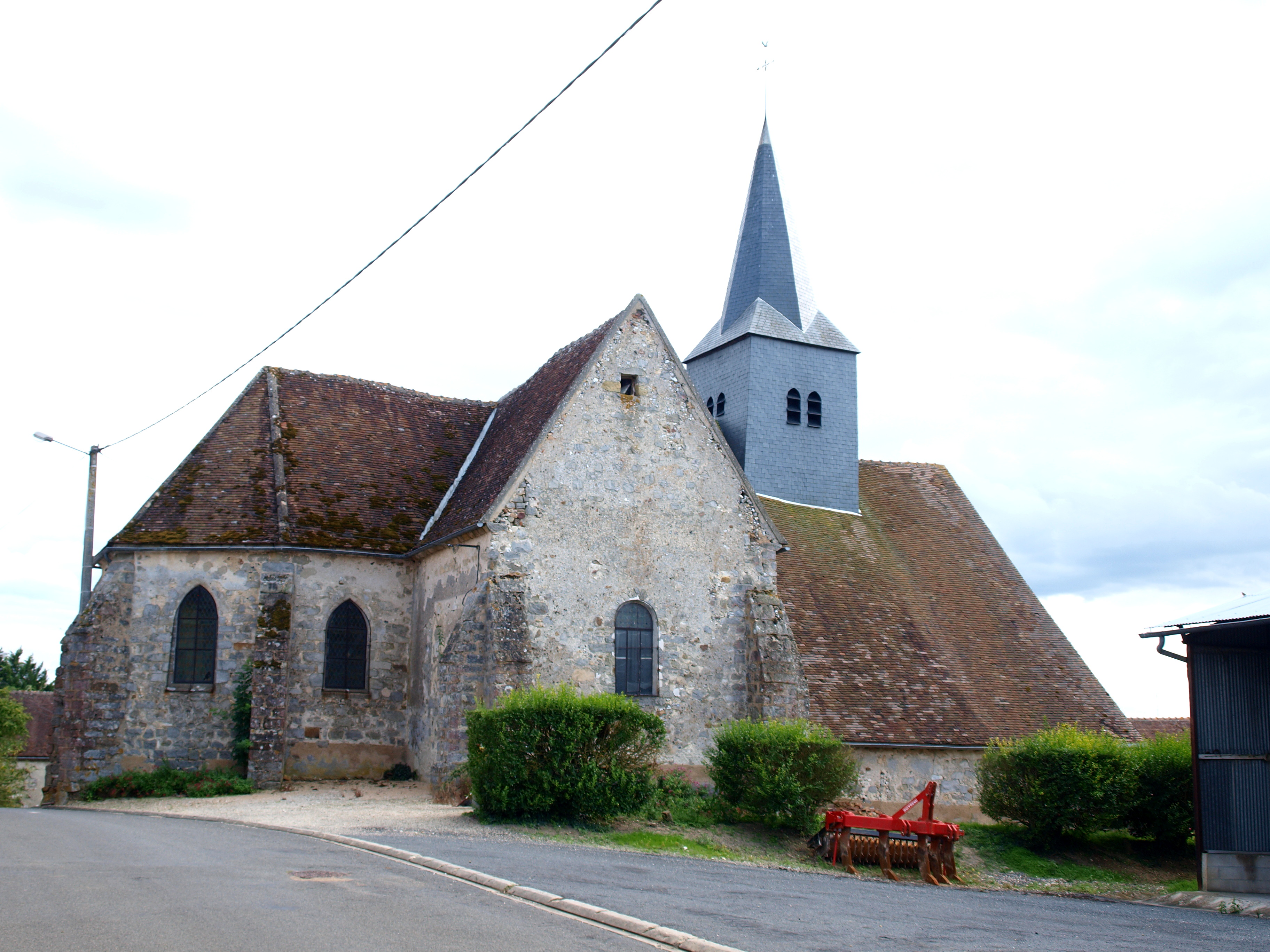
Kirche Sainte-Apolline
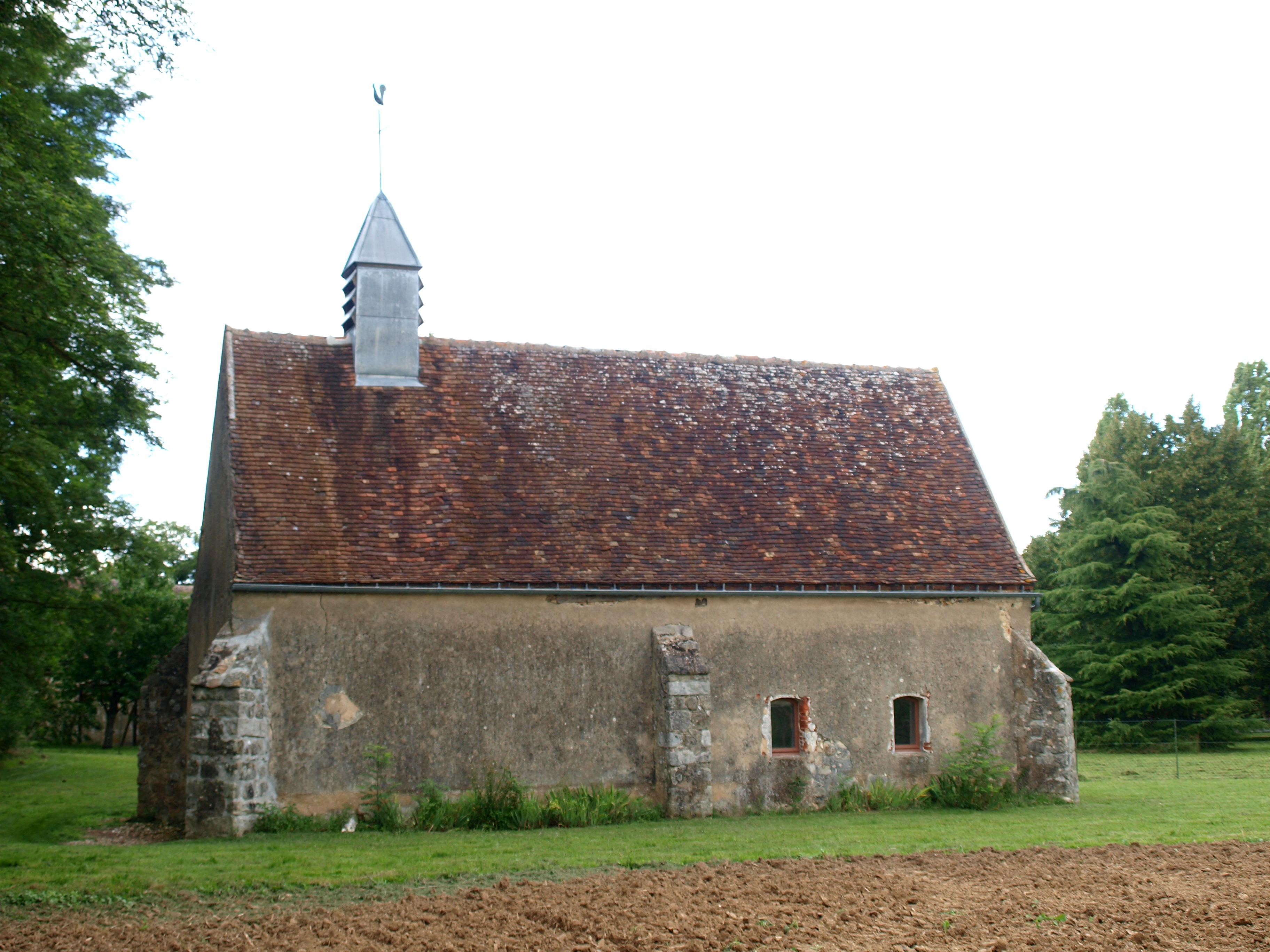
Kapelle von Servins